# Симмерлинг, Джорджия
Джорджия Симмерлинг (англ. Georgia Simmerling, род. 11 марта 1989 года, Ванкувер) — канадская спортсменка, имеющая опыт выступления на высшем уровне в трековом велоспорте, горнолыжном спорте и фристайле (ски-кроссе). В каждом из этих видов спорта выступала на Олимпийских играх. Бронзовый призёр Олимпийских игр 2016 года и серебряный призёр чемпионата мира 2016 года в командной гонке преследования на треке, многократный призёр этапов Кубка мира по фристайлу в ски-кроссе.

## Спортивная биография
В Кубке мира по горнолыжному спорту Симмерлинг дебютировала в 2008 году, в декабре 2009 года первый и единственный раз в своей карьере попала в тридцатку лучших на этапе Кубка мира, в супергиганте. Лучшим достижением Симмерлинг в общем зачёте Кубка мира является 129-е место в сезоне 2009/10.
На Олимпиаде-2010 в Ванкувере заняла 27-е место в супергиганте, кроме того была заявлена в скоростном спуске и комбинации, но не вышла на старт. За свою карьеру участия в горнолыжных чемпионатах мира не принимала. Завершила карьеру в горнолыжном спорте в начале 2011 года.
В сезоне 2011/12 дебютировала в Кубке мира по фристайлу, где выступает в дисциплине ски-кросс. Впервые попала в тройку лучших на этапе Кубка мира в декабре 2012 года в Италии. Всего по состоянию на конец декабря 2017 года 9 раз поднималась на подиум на этапах Кубка мира по фристайлу (5 вторых мест и 4 третьих).
В марте 2016 года Симмерлинг в составе сборной Канады стала серебряным призёром командной гонки преследования на чемпионате мира по трековым велогонкам. На Олимпийских играх в Рио-де-Жанейро стала бронзовым призёром в составе сборной Великобритании в командной гонке преследования на треке.

## Личная жизнь
Симмерлинг состоит в отношениях с канадской футболисткой Стефани Лаббе с 2016 года.